# 藍紋蝴蝶魚
藍紋蝴蝶魚，為輻鰭魚綱鱸形目蝴蝶魚科的其中一種。

## 分布
本魚僅分布於東太平洋的夏威夷群島。為當地特有種。

## 深度
水深4至65公尺。

## 特徵
本魚體呈長橢圓形，吻短，體黃色，體側具有數條細藍色橫條紋，吻部及頭部的顏色為褐色，額頭有一黑斑，另外背鰭軟條部靠近尾柄部分有一大黑斑，尾柄白色，尾鰭黑色，其中間有一「新月形」黃色條紋。背鰭硬棘12至14枚、軟條20至21枚；臀鰭硬棘3枚、軟條16至18枚。體長可達13公分。

## 生態
本魚棲息於有岩石或珊瑚的區域。捕食管蟲與其他的無脊椎動物維生。

## 經濟利用
色彩鮮豔的觀賞魚，不供食用。